# Renesas RA
| QS-Informatik | Dieser Artikel wurde wegen inhaltlicher Mängel auf der Qualitätssicherungsseite der Redaktion Informatik eingetragen. Dies geschieht, um die Qualität der Artikel aus dem Themengebiet Informatik auf ein akzeptables Niveau zu bringen. Hilf mit, die inhaltlichen Mängel dieses Artikels zu beseitigen, und beteilige dich an der Diskussion! (+) Begründung: Viele Leerzeichen in Komposita und streckenweise allzu ausführlich --Olaf Studt (Diskussion) 21:05, 29. Jun. 2020 (CEST) |

Renesas Advanced (RA) sind 32-bit Microcontroller basierend auf Arm Cortex-M23, -M4 und M33 Prozessor-Kernen.
RA integriert Secure Element Funktionalität mit PSA-Zertifizierung für sichere Internet-of-Things Geräte für unterschiedliche Anwendungen, unter anderem für Geräte der Industrie 4.0.

## Geschichte

### Hardware (Mikrocontroller)
- Erste Hardware steht seit Oktober 2019 zur Verfügung. Dabei handelt es sich um die RA2A1, RA4M1, RA6M1, RA6M2, RA6M3 Mikrocontroller-Gruppen.[3]
- Im Mai 2020 wurde ein Device mit BLE5.0 veröffentlicht. Es handelt sich um die RA4W1 Gruppe.[4]
- Im Oktober 2020 wurde ein Device mit Cortex-M33 Core und Arm TrustZone veröffentlicht[5] und ein applikationsspezigisches Device mit Cortex-M4 für Motor Control veröffentlicht[6]
- Im Dezember 2020 wurde ein Ultra-Low-Power Baustein mit Cortex-M23[7] und ein Baustein der Mainstream Serie mit Cortex-M33 Core veröffentlicht.[8]
- Im Januar 2021 wurde ein der Entry-Line Baustein RA2E1 veröffentlicht.[9]
- Im März 2021 wurde mit dem RA6M5 ein neues Flagship Device vorgestellt.[10]
- Im September 2021 wurden mit dem RA4E1[11] und dem RA6E1[12] die ersten hoch peformanten Entry-Line Bausteine der RA Familie eingeführt.
- Im Oktober 2021 wurde mit dem RA2E2 die RA2-Serie um einen weiteren Entry-Line Baustein erweitert.[13]

### Software (Software-Paket)
- v0.8.0 wurde im Oktober 2019 auf Github released.[14]
- v1.0.0 wurde im März 2020 released.
- v2.0.0 wurde Zeitgleich mit dem RA6M4 im Oktober 2020 auf Github released
- V2.2.0 wurde im Dezember 2020 auf Github veröffentlicht und unterstützt folgende Devices[15]: RA2A1, RA2L1, RA4M1, RA4M3, RA4W1, RA6M1, RA6M2, RA6M3, RA6M4, RA6T1
- V2.3.0 wurde im Januar 2021 auf Github veröffentlicht und unterstützt zusätzlich folgende Devices: RA2E1, RA4M2
- V2.3.0 wurde im März 2021 auf Github veröffentlicht und unterstützt zusätzlich folgende Devices: RA6M5
- V3.3.0 wurde im September 2021 auf Github veröffentlicht und unterstützt zusätzlich folgende Devices: RA4E1 und RA6E1
- V3.4.0 wurde im Oktober 2021 auf Github veröffentlicht und unterstützt zusätzlich folgende Devices: RA2E2

## Die Mikrocontroller Serien
Die RA Familie besteht aus den drei Mikrocontroller-Serien RA2, RA4 und RA6
| Serie | Taktrate       | Speicherdichte                                                                         | Merkmale                                                                 |
| RA6   | Bis zu 240 MHz | Große Speicherdichte: Bis zu 2 MB on-chip Flash, bis zu 640 KB integriertes SRAM       | Für Anwendungen mit hoher Rechenleistung                                 |
| RA4   | Bis zu 48 MHz  | Mittlerer Speicherdichte: Bis zu 256 KB on-chip Flash, bis zu 32 KB integriertes SRAM  | Für Anwendungen mit niedriger Leistungsaufnahme und hoher Rechenleistung |
| RA2   | Bis zu 48 MHz  | Optimierte Speicherdichte: Bis zu 256 KB on-chip Flash, bis zu 32 KB integriertes SRAM | Für Anwendungen mit niedriger Leistungsaufnahme                          |

### RA2 Serien - Betriebsspannung [1.6-5.5 V] - Max. Betriebsfrequenz [48 MHz]
Die RA2 Mikrocontroller Serie ist auf extrem niedrige Leistungsaufnahme optimiert und bietet eine CPU-Leistung von bis zu 48 MHz mit einem Arm Cortex-M23-Kern mit bis zu 256 KB integriertem Flash-Speicher und einer einzelnen Spannungsversorgung im Bereich von 1,6 V bis 5,5 V. Mit Peripheriegeräten wie kapazitivem Touch eignet sich die RA2-Serie ideal für Systemsteuerungs- oder Benutzeroberflächenanwendungen wie Gesundheitsgeräte, Haushaltsgeräte, Bürogeräte und Messgeräte.
| Gruppe | Flash (KB) | SRAM (KB) | Anzahl Pins | Merkmale |
| RA2A1  | 256        | 32        | 32-64       | Fünf Varianten mit Arm Cortex-M23-Kern mit 48 MHz, 32-64-Pin-Gehäusen, 256 KB Flash-Speicher und 32 KB SRAM, einschließlich kapazitivem Touch, USB Full-Speed, 24-Bit-A/D-Umsetzer, 16-Bit-A/D-Umsetzer, Security und Safety Merkmale |
| RA2L1  | 128-256    | 32        | 48-100      | 20 Varianten mit Arm Cortex-M23-Kern mit 48 MHz, 48-100-Pin-Gehäusen, 256 KB Flash-Speicher und 32 KB SRAM, einschließlich kapazitivem Touch, Security und Safety Merkmale. Die Stromaufnahme beträgt 64 μA/MHz im Betrieb, 250nA im Standby mit einer Aufwachzeit von weniger als 5 µs.                                                                                            |
| RA2E1  | 32-128     | 16        | 25-64       | 48 Varianten mit Arm Cortex-M23-Kern mit 48 MHz, 25-64-Pin-Gehäusen, 128 KB Flash-Speicher und 16 KB SRAM, einschließlich kapazitivem Touch, Security und Safety Merkmale. Diese MCU Familie adressiert Kosten- und Platzsensitive Applikationen. |
| RA2E2  | 16-64      | 8         | 16-24       | 27 Varianten mit Arm Cortex-M23-Kern mit 48MHz, 16-24-Pin-Gehäusen, 64 KB Flash-Speicher und 8 kB SRAM, einschließlich kapazitivem Touch, Security und Safety Merkmale. Diese MCU Familie adressiert Anwendungen mit sehr niedriger Leistungsaufnahme von 81uA/MHz im aktiven und 200nA im Standby-Modus. Des Weiteren werden maximale Umgebungstemperaturen von 125°C unterstützt. |

### RA4 Serien - Betriebsspannung [1.6-5.5V] - Max. Betriebsfrequenz [48-100MHz]
Die RA4 Serie verbindet den Bedarf an geringem Stromverbrauch mit dem Bedarf an Konnektivität und Rechenleistung. Diese Mikrocontroller bieten eine CPU-Leistung von bis zu 100 MHz mithilfe von Arm Cortex-M4 oder M33-Kernen mit bis zu 1MB integriertem Flash-Speicher. Die Serie bietet eine breite Palette an Peripherien, darunter USB, CAN, ADC, kapazitivem Touch, einen Segment-LCD-Controller und zusätzliche IP-Sicherheitsintegration. Damit eignet sie sich für Industrieanlagen, Haushaltsgeräte, Bürogeräte, Gesundheitsprodukte und Messgeräte.
| Gruppe | Flash (KB) | SRAM (KB) | Anzahl Pins | Betriebsspannung (V) | Maximale Betriebsfrequenz (MHz) | Merkmale |
| RA4M1  | 256        | 32        | 40-100      | 1.6-5.5              | 48                              | Sieben Varianten von 48 MHz-Mikrocontroller mit Arm Cortex-M4-Kern, 40-100-Pin-Gehäusen, 256 KB Flash-Speicher und 32 KB SRAM, einschließlich Segment-LCD-Controller, kapazitivem Touch, USB Full-Speed, 14-Bit-A/D-Umsetzer, Security und Safety Merkmale                                                                                                   |
| RA4W1  | 512        | 96        | 56          | 1.8-3.6              | 48                              | Bluetooth Low Energy 5.0-Mikrocontroller mit Arm Cortex-M4-Kern bei 48 MHz mit 56-poligen QFN-Gehäuse, 512 KB Flash-Speicher und 96 KB SRAM, einschließlich Segment-LCD-Controller, kapazitivem Touch, USB Full-Speed, 14-Bit-A/D-Umsetzer, Security und Safety Merkmale                                                                                     |
| RA4E1  | 256-512    | 128       | 48-64       | 2.7-3.6              | 100                             | Vier Varianten von 100 MHz Entry-Line Mikrocontrollern mit Arm Cortex-M33-Kern mit 48-64-Pin-Gehäusen, bis zu 512kB Flash-Speicher und 128 kB SRAM. |
| RA4M2  | 256-512    | 128       | 48-100      | 2.7-3.6              | 100                             | 12 Varianten von 100 MHz Mikrocontrollern mit Arm Cortex-M33-Kern mit 48-100-Pin-Gehäusen, bis zu 512kB Flash-Speicher und 128 kB SRAM, sowie kapazitivem Touch, CAN, USB Full-Speed, Security- , Safety- und Analogfunktionalität. Dieser Baustein erreicht eine Stromaufnahme von 80uA/MHz während der CoreMark Algorithmus aus dem Flash ausgeführt wird. |
| RA4M3  | 512-1024   | 128       | 64-144      | 2.7-3.6              | 100                             | Sieben Varianten von 100 MHz Mikrocontrollern mit Arm Cortex-M33-Kern mit 64-144-Pin-Gehäusen, bis zu 1MB Flash-Speicher und 128 kB SRAM, sowie kapazitivem Touch, CAN, USB Full-Speed, Security- , Safety- und Analogfunktionalität |

### RA6 Serien - Betriebsspannung [2.7-3.6 V] - Max. Betriebsfrequenz [120-200 MHz]
Die RA6 Serie bietet die umfassendste Integration von Kommunikationsschnittstellen sowie das höchste Leistungsniveau. Diese Mikrocontroller beinhalten einen Arm Cortex-M4 oder Cortex-M33 Kern, einen Speicherbereich von 256 KB bis 2 MB Flash und eine CPU-Leistung von bis zu 200 MHz. Die Serie bietet die Integration von Ethernet-, USB Full-Speed- und USB High Speed-, QSPI-, Octa-SPI, CAN-FD und TFT-Bildschirmtreibern. Die RA6 Serie ist für Anwendungen wie IoT-Endpunkte, weiße Ware, Zähler und andere Industrie- und Verbraucheranwendungen geeignet. Die RA6 Serie beinhaltet ein ASSP für Motor Control.
| Gruppe | Flash (KB)  | SRAM (KB) | Anzahl Pins | Maximale Betriebsfrequenz (MHz) | Merkmale |
| RA6M1  | 512         | 256       | 64-100      | 120                             | Vier Varianten von 120 MHz Mikrocontroller mit Arm Cortex-M4-Kern, 64-100-Pin-Gehäusen, 512 KB Flash-Speicher und 256 KB SRAM sowie kapazitivem Touch, CAN, USB Full-Speed, Sicherheitsfunktionen und Analogfunktionalität |
| RA6M2  | 512-1024    | 384       | 100-145     | 120                             | Sechs Varianten von 120 MHz Mikrocontroller mit Arm Cortex-M4-Kern, 100-145-Pin-Gehäusen, bis zu 1 MB Flash-Speicher und 384 KB SRAM sowie kapazitivem Touch, Ethernet-, CAN-, USB Full-Speed, Security- , Safety- und Analogfunktionalität |
| RA6M3  | 1024-2048   | 640       | 100-176     | 120                             | Zehn Varianten von 120 MHz Mikrocontroller mit Arm Cortex-M4-Kern mit 100-176-Pin-Gehäusen, bis zu 2 MB Flash-Speicher und 640 KB SRAM sowie TFT-LCD-Controller, 2D-Grafik-Engine und kapazitivem Touch, Ethernet, CAN, USB, Security- , Safety- und Analogfunktionalität                                                                                                 |
| RA6E1  | 512-1024    | 256       | 48-100      | 200                             | Sechs Varianten von 200 MHz Entry-Line Mikrocontrollern mit Arm Cortex-M33-Kern mit 48-100-Pin-Gehäusen, bis zu 1MB Flash-Speicher und 256kB SRAM. |
| RA6M4  | 512-1024    | 256       | 64-144      | 200                             | Neun Varianten von 200 MHz Mikrocontrollern mit Arm Cortex-M33-Kern mit 64-144-Pin-Gehäusen, bis zu 1MB Flash-Speicher und 256 kB SRAM, sowie kapazitivem Touch, Ethernet, CAN, USB Full-Speed, OctaSPI, Security- , Safety- und Analogfunktionalität |
| RA6M5  | 1024 - 2048 | 512       | 100-176     | 200                             | 20 Varianten von 200 MHz Mikrocontrollern mit Arm Cortex-M33-Kern mit 100-176-Pin-Gehäusen, bis zu 2MB Flash-Speicher und 512 kB SRAM, sowie kapazitivem Touch, Ethernet, CAN FD, USB High-Speed und Full-Speed, OctaSPI, Security- , Safety- und Analogfunktionalität. Die RA6M5 Gruppe komplimentiert die Renesas RA Mainstream Serie und ist das neue Flagship Device. |
| RA6T1  | 256-512     | 64        | 64-100      | 120                             | Vier Varianten von 120 MHz Mikrocontroller mit Arm Cortex-M4-Kern mit 64-100-Pin-Gehäusen, bis zu 512 KB Flash-Speicher und 64 KB SRAM sowie applikationsspezifische Funktionalität für Motor Control |

## Software

### Flexible software package
Das RA Flexible Software Package (FSP) beinhaltet Treiber für alle Peripherieelemente der RA Mikrocontroller, das FreeRTOS und Azure RTOS Echtzeitbetriebssystem, Middleware-Stacks, und definierte APIs um das gesamte Arm-Ökosystem zu nutzen.

#### Merkmale
- HAL-Treiber
- Konfigurator und Codegenerator
- Statische und dynamische Analyse mit branchenüblichen Tools
- Anwendungsunterstützung in RTOS- und Nicht-RTOS-Umgebungen
- FreeRTOS-Unterstützung
- Azure RTOS Unterstützung
- Tool um RTOS-Ressourcen zu konfigurieren(Threads, Mutexe usw.)
- TCP / IP- und andere Konnektivitätsprotokollstacks
- Einfache Konnektivitätsoptionen zu wichtigen Cloud-Anbietern
- USB-Middleware-Unterstützung für CDC- und Massenspeicherklassen
- Sichere Verbindungen über Mbed TLS
- Aktivieren Sie kryptografische PSA-APIs und Unterstützung für integrierte Hardwarebeschleunigung
- Grafikschnittstellentools mit Segger emWin und TES Dave2D
- Sichere Debugging-Funktionen
- Tool-Support von Renesas und Lösungen von Drittanbietern
- Vollständiger Quellcode über GitHub verfügbar

#### Komponenten
- CMIS-kompatible Paketdateien für die integrierte Entwicklungsumgebung Renesas e2 studio
- Board Support Package (BSP) für RA-Mikrocontroller und Evaluierungsboards
- HAL-Treiber für Peripherien
- Middleware-Stacks und -Protokolle
- Modulkonfiguratoren und Codegeneratoren
- Quelldateien zur Integration in Entwicklungsumgebungen und Tools von Drittanbietern

#### Tool-chain
Das RA FSP unterstützt folgende Entwicklungsumgebungen mit entsprechenden Compiler : e2 studio IDE (GCC Compiler for Arm), Arm Keil MDK (Arm Compiler v6) , IAR Embedded Workbench.

### Debugger
- SEGGER J-Link
- Renesas E2 & E2 Lite

### Ecosystem
Neben der Renesas e2 Studio-IDE unterstützt das FSP auch Tools und IDEs von Drittanbietern. Diese Unterstützung wird durch die RA Smart Configurators (RASC) Anwendung bereitgestellt. Der Renesas RA Smart Configurator ist eine Desktop-Anwendung, mit der das Softwaresystem (BSP, Treiber, RTOS und Middleware) für einen RA-Mikrocontroller konfigurieren werden kann, wenn eine IDE und die Toolchain eines Drittanbieters verwendet wird. Der RA Smart Configurator kann derzeit mit IAR Embedded Workbench, Keil MDK und den Arm Compiler 6-Toolchains verwendet werden.

## Evaluierungsboards

### Evaluierungsboards RA6 Serie
EK-RA6M3G (mit optionalem Graphic-Aufsteckboard), EK-RA6M3, EK-RA6M2, EK-RA6M1, EK-RA6M4, EK-RA6M5.
Flexible Prototype Board: FPB-RA6E1

### Evaluierungsboards RA4 Serie
EK-RA4M1, EK-RA4W1, EK-RA4M2, EK-RA4M3
Flexible Prototype Board: FPB-RA4E1

### Evaluierungsboards RA2 Serie
EK-RA2A1, EK-RA2E1, EK-RA2L1, EK-RA2E2

## Tools

### Compiler
- GCC Compiler for Arm
- Arm Keil MDK (Arm Compiler v6)
- IAR Embedded Workbench

### Debugger
Mit der ARM CoreSight-Debugger-IP wird eine Vielzahl von On-Chip-Debuggern unterstützt. Die Segger J-Link-Familie und die Renesas E2 / E2 Lite-Debugger unterstützen SWD- und JTAG-Verbindungen sowie ETM- und ETB-Trace-Daten vollständig.
- Segger J-Link
- Renesas E2 and E2 lite

## Partner
Das RA Partner Ecosystem bietet eine Reihe von Software- und Hardware-Bausteinen, die mit MCUs der Renesas RA Familie sofort einsatzbereit sind. Das RA-Ready Label indiziert dabei eine Art zertifizierte Partnerschaft. Die Lösungen sind getestet und werden in Videos und Application Notes erklärt.

## Dokumentation

### Teilenummerbeschreibung
Bauteilebezeichnung mit Stellen von Links nach Rechts:
| 1       | 2   | 3     | 4        | 5     | 6           | 7      | 8        | 9     | 10   | 11      | 12         | 13         |
| ------- | --- | ----- | -------- | ----- | ----------- | ------ | -------- | ----- | ---- | ------- | ---------- | ---------- |
| R       | 7   | F     | A        | 6     | M           | 3      | A        | H     | 2    | C       | BG         | BG         |
| Renesas | MCU | Flash | Advanced | Serie | Applikation | Gruppe | Merkmale | Flash | Temp | Quality | Gehäusetyp | Gehäusetyp |

#5 2: RA2 Serie, 4: RA4 Serie, 6: RA6 Serie
#6: Applikation: A - Analogue, M - Mainstream, W - Wireless, L - Low-Power, E - Entry, T - Motor Control
#9 Flash in KB: 3 (16) 4 (24), 5 (32), 6 (48), 7 (64), 8 (96), 9 (128), A (192), B (256), C (384), D (512),E (768), F (1024), G (1536), H (2048)
#10: 2 [-40°C to 85°C], 3 [-40°C to 105°C], 4 [-40°C to +125°C]
#11: C :Q2A Industrial, D: Q2B Consumer
#12,13# 15 + 16. Gehäuse
|    | Gehäuseform | Anzahl der Pins | Größe in mm | Abstand der Pins in mm |
| BG | BGA         | 176             | 13x13       | 0.8                    |
| FC | LQFP        | 174             | 24x24       | 0.5                    |
| FB | LQFP        | 144             | 20x20       | 0.5                    |
| FP | LQFP        | 100             | 14x14       | 0.5                    |
| FF | LQFP        | 80              | 14x14       | 0.65                   |
| FN | LQFP        | 80              | 12x12       | 0.5                    |
| FK | LQFP        | 64              | 14x14       | 0.8                    |
| FM | LQFP        | 64              | 10x10       | 0.5                    |
| BU | BGA         | 64              | 4x4         | 0.4                    |
| FL | LQFP        | 48              | 7x7         | 0.5                    |
| LM | LGA         | 36              | 4x4         | 0.5                    |
| FJ | LQFP        | 32              | 7x7         | 0.8                    |
| NH | VQFN        | 32              | 5x5         | 0.5                    |
| NK | HWQFN       | 24              | 4x4         | 0.5                    |
| NJ | HWQFN       | 20              | 4x4         | 0.5                    |
| BY | WLCSP       | 16              | 1.84x1.87   | 0.4                    |